# Le fantastique envol de Dieter Böhm
Le fantastique envol de Dieter Böhm is een studioalbum van Lazuli. 

## Inleiding
Het album bestaat uit een vierdelige muzikale voorstelling in vier akten met proloog en epiloog, gelijkend op een conceptalbum. De fictieve persoon Dieter Böhm zit op een onbewoond eiland, plant een noot, die uitgroeit tot deze muziek en stuurt van daaruit zijn muziek via flessenpost de wereld rond ("Les chansons sont des bouteilles à la mer"). Al jaren tekenend voor de muziek van Lazuli zijn de slepende Léôde met veel glissandi. 
Het album is opgedragen aan ieder die de muziek van Lazuli in een ontvangen fles tot zich neemt en op de plaats van Böhm de eigen naam kan invullen. De platenhoes laten een piloot zien die middels een dodo weg probeert te vliegen; de dodo was een loopvogel. L'Abeille Rode is niet alleen hun eigen platenlabel; het is ook de naam van hun geluidsstudio.
De band stond op het punt op tournee te gaan, maar toen brak de coronapandemie uit en alles viel stil. Een tussenalbum Dénudé leidde naar Onze; het vervolg op envol.   

## Musici
- Dominique Leonetti – zes en twaalfsnarige gitaar en zang
- Gédéric Byar – gitaar
- Claude Leonetti – léode
- Romain Thorel – toetsinstrumenten, hoorn
- Vincent Barnavol: drumstel, percussie, marimba

## Muziek
| Nr. | Titel                                                                  | Duur |
| --- | ---------------------------------------------------------------------- | ---- |
| 1.  | Prologue: Sol (Dominique Leonetti)                                     | 4:28 |
| 2.  | Acte I: Les chansons sont des bouteilles à la mer (Dominique Leonetti) | 6:13 |
| 3.  | Acte I: Mers lacrymales (Dominique Leonetti)                           | 5:04 |
| 4.  | Acte II:Dieter Böhm (Dominique Leonetti)                               | 5:33 |
| 5.  | Acte II:Baume (Dominique Leonetti)                                     | 3:31 |
| 6.  | Acte III: Un visage lunaire (Dominique Leonetti)                       | 4:15 |
| 7.  | Acte IV: L’envol (Dominique Leonetti)                                  | 2:25 |
| 8.  | Acte IV: L’homme volant (Dominique Leonetti)                           | 5:37 |
| 9.  | Epilogue: Dans les mains de Dieter (Dominique Leonetti)                | 5:37 |